# 西蒙·德·波娃
西蒙娜·露西·埃内斯蒂娜·玛丽·贝特朗·德·波伏娃（法語：Simone Lucie Ernestine Marie Bertrand de Beauvoir；1908年1月9日—1986年4月14日），法國作家、存在主義哲學家、女權主義活動家、社會理論家。她的思想、學說等，對女權主義式存在主義、女權主義理論都產生重大影響。她撰寫了關於哲學、政治、社會議題的小說、散文、傳記、自傳、專著。她以論文《第二性》聞名，該論文詳細分析女性受壓迫的情況，以及當代女權主義的基礎。她對文學方面的貢獻是她的回憶錄。她曾獲頒1954年龔固爾文學獎、1975年耶路撒冷獎、1978年奧地利國家歐洲文學獎。

## 生平

### 早年
西蒙·德·波娃生於1908年1月9日，來自巴黎第六區的資產階級巴黎人家庭，該家庭的公寓坐落於巴黎拉斯巴耶大道的一所富裕的公寓。她的父親喬治·貝特朗·德·波娃（Georges Bertrand Beauvoir）是一位律師，曾经短暂做过業餘的喜劇演員；而她的母親，弗朗索瓦斯·布拉瑟爾（Françoise Brasseur）是一位富有銀行家的女兒，出身於凡爾登的一個中產階級家庭，是個虔誠的天主教徒，跟波娃父親結婚時還是一位年輕的姑娘。波娃還有一個比她年紀小兩歲的妹妹埃萊娜·德·波娃。
第一次世界大戰後不久，波娃的外祖父古斯塔夫·布拉瑟爾（Gustav Brasseur）因成立默兹銀行（該銀行成立於1878年10月的凡爾登，在帕斯昆兄弟破產後，由募集的四十萬法郎的資金而得以建立）而成為主席，卻因破產而使銀行倒閉，也使得波娃一家名譽掃地並家產散盡。波娃的父母不得不因此搬離昔日較體面的公寓而住進一間位於雷恩街上的一棟陰暗、狹小又沒有電梯的第五層公寓中。波娃父親原本一心指望着靠著太太的豐厚身家而過上優越的生活，但最終這個希望成了泡影。他們一家失去了很多財富，波娃的母親一生都對她的丈夫背負着歉疚，波娃也因此而心裡不好受，目睹着父母之間的關係日漸惡化。縱使失去許多財富，然而波娃的母親堅持將兩個女兒送往一所只為出生於好人家的女孩而提供教育且享有盛譽的修道院學校（le Cours Desir），波娃五歲時入讀，而她的妹妹埃萊娜則於兩年後跟姐姐一起就讀該學校。
波娃的整個童年時代都時刻提醒著自己是一個女孩的事實，然而她知道父親希望有一個兒子並把他培養成一個綜合理工科學生。波娃在她父親的鼓勵下，她的理智上較早熟。據說其父親一直對波娃說：「你有一個男人的腦子。」而且他也會吹噓：「西蒙像男人一樣思考！」她的父親一直對戲劇着迷（他曾上過戲劇課），他把這一愛好包括他對於文學的喜愛都傳承給了自己的妻子和孩子。在他看來，世間最美麗的職業莫過於當一名作家。他跟他的妻子一樣，都認為唯有學習才可以將自己的女兒從生活的窘境中脫離出來。 
由於家庭的困境，波娃無法再依靠她的嫁妝，她跟其他同齡的中產階級女孩一樣，她的婚姻機會也受到威脅。波娃藉此機會採取方法自己謀生。
15歲時（1923年），她已暗下決心要成為一名有名望的作家。1925年，她在中學會考之後，波娃開始了她的大學學業，她於巴黎天主教大學修讀數學並取得數學和哲學專業的學士學位後，她到納伊（法國巴黎的郊區）的聖瑪麗學院（Institut Sainte-Marie）修讀文學/語言。她於入學第一年便得到了索邦大學的一系列證書，涵蓋數學，文學和拉丁語；她於第二年開始學習哲學，並在1927年6月獲得了哲學證書；在1928年的春天，在獲得倫理心理學科證書後，波娃最終取得哲學文科學士學位。與此同時，她開始著手編寫一篇有關德國哲學家莱昂·不伦瑞克在葛腓烈·萊布尼茨的畢業論文（大致相當於文學碩士論文），主題為《萊布尼茲的概念》。在索邦大學的文學院裡，她遇到了許多擁有抱負的年輕學者，其中包括尚-保羅·沙特，從認識沙特的一刻起，波娃便覺得他是一個天才。自此，一段神秘的情感交織於兩人之間，直到入土而止。沙特對波娃指她是其「必須的愛情」，而他也需要其他的「偶然的愛情」來幫助彼此更瞭解。1929年，波娃在高中教師招聘會考中名列第二，僅次於沙特。 
波娃的母親是一名虔誠的教徒，而波娃本人從小就非常虔誠，有一次打算當修女。她童年時因其好友扎扎的死訊而深受打擊，據波娃於其自傳中講述，她自己早在14歲的時候便失去了信仰，這遠遠早於哲學高中教師招聘會考。她於十幾擺脫了信仰，這也昭示了她之後想要擺脫家庭束縛的強大決心。她在餘生中仍是個無神論者。

### 教學生涯
1929年，在高中教師招聘會考之後，波娃跟莫里斯·梅洛-龐蒂及克洛德·列維-斯特勞斯都在同一所中學完成了實踐教學要求時，三人一同合作。儘管尚未正式註冊，她參加了巴黎高等師範學院的課程，為融合哲學作準備，那是個競爭激烈的研究生考試，以作全國的學生排名。在學習融合哲學時，她遇到了巴黎高等師範學院的學生尚-保羅·沙特、保羅·尼贊和給她綽號「海狸」」的勒內·馬赫 — 波娃與沙特的哲學老師，由於波娃名字的法語發音近似於「海狸」(Beaver)，事實上波娃有著跟海狸一樣的精神——和同伴一起的築造精神—成為一名哲學老師。融合哲學的評委會勉強授予沙特排名第一而非波娃，使她以21歲之齡排名第二，成為有史以來最年輕的通過該考試的人。
在波娃青年時代撰寫的《一個乖女孩的回憶錄（Memoirs of a Dutiful Daughter）》中，她說：「...我父親的個人主義與異教徒的道德標準，跟我母親所教導的嚴格的道德常規主義形成了鮮明的對比。這種失衡使我的生活陷入無休止的爭論中，這是我成為知識分子的主要原因。」

### 中年
從1929年到1943年，波娃在中學階段裡任教，直到她能夠只靠自己的寫作來養活自己。她搬到了馬賽，曾於蒙格朗中學（Lycée Montgrand）、聖貞德公立高中（Lycée Jeanne-d'Arc (Rouen)）及巴黎莫里哀高中任教（1936–39）。
1929年10月，尚-保羅·沙特與波娃開始交往，並且在見過波娃的父親之後，沙特請求波娃暫時嫁給他：有一天，當他們坐在羅浮宮外的長椅上，他說：「讓我們簽兩年租約」。儘管波娃深愛著他，並在其自傳《一個乖女孩的回憶錄》中的第二卷—《歲月的力量》中寫道：「結婚是不可能的。我沒有嫁妝」，另有一段：「我從未有一刻想要接受他的這一提議。婚姻使兩個人遭受更多家庭的束縛以及社會的勞役。相反，為追尋自身的獨立而受的困擾遠不及此沉重；對我來說，在空洞中尋找自由是如此的做作，因為這種自由僅僅從存在於我的頭腦與心靈。」學者們指出她在《第二性》和其他地方描述的理想關係與當時的婚姻標準幾乎沒有相似之處。相反，他們建立了終身的「靈魂伴侶」關係，這是有性的但並非獨有的，也沒有涉及在一起生活。由於她搬到了馬賽，以及之後因為要離開沙特，她在1931年3月搬到了勒阿弗爾，她對此感到痛苦不已。波娃跟沙特總是互相閱讀對方的作品。關於他們在存在主義作品中的相互影響程度的爭論仍在繼續，例如是沙特的《存在與虛無》與波娃的《女客》和《現象學與意圖（Phenomenology and Intent）》。然而，對於波娃作品的最新研究卻側重於沙特以外的影響，包括了黑格爾和萊布尼茲。
1930年代，由亞歷山大·科耶夫和讓·伊波利特領導的新黑格爾主義啟發了包括沙特在內的整整一代法國思想家，以發現黑格爾的精神現象學。然而波娃在戰爭期間以德語閱讀黑格爾的文章，對他的意識辯證法提出了原始的批評。

### 晚年
波娃撰寫了不少關於在美國及中國停留期間的流行旅遊日記，並嚴格地發表論文和小說，特別是在整個1950年代至1960年代。她出版了幾套短篇小說，包括了《被毀的女人（The Woman Destroyed）》，那些跟她後來的其他作品一樣，都是針對衰老的。她於1980年出版了《當事物的靈魂先來（When Things of the Spirit Come First）》，那是圍繞著她重要早期以女性為基礎的一系列短篇故事。儘管早在小說《女客》出版之前寫過很久，波娃當時並不認為這些故事值得發表，因此讓它們在40多年後才這樣做。
沙特和莫里斯·梅洛-龐蒂長期不和，最終導致龐蒂離開了法國雜誌《摩登時代》，而波娃站在沙特的一方支持他，並不再跟梅洛-龐蒂有來往。在波娃的晚年，她在自己的公寓中主辦了該期刊的編輯會議，並貢獻比沙特的還要多，波娃經常不得不強迫沙特提出他的意見。
波伏娃還寫了四本自傳，分別為：《一個乖女孩的回憶錄（Memoirs of a Dutiful Daughter）》、《生命的精髓（The Prime of Life）》、《情勢（Force of Circumstance）》和《說到底（All Said and Done）》。1964年，波娃出版了中篇小說自傳《很容易死亡（A Very Easy Death）》，涵蓋了她探望因癌症去世的年邁母親的時間，該中篇小說透過在醫患關係中說真話來帶出道德問題。
1970年代，波娃活躍於法國的婦女解放運動，她在1971年撰寫並簽署了343蕩婦宣言，宣言當中包括了一系列自稱墮胎（在法國違法）著名女性的名單。有人爭論的是大多數婦女沒有流產經歷的，包括波娃。簽署者的種類繁多，例如：嘉芙蓮·丹露、黛芬·賽赫意及波娃的妹妹普佩蒂。墮胎終於在1974年於法國合法化。
她於1970年發表的長篇小說《時代的來臨（La Vieillesse）》，那是一個關於人類衰落和孤獨的知識性冥想的罕見例子，若人們在60歲之前不去世，他們會經歷這種衰敗和孤獨。
在跟貝蒂·傅瑞丹的訪談中，波娃說道：「不，我們不相信任何女人都應該有這種選擇。任何婦女都不應授權留在家中撫養孩子。社會應該完全不同。女性不應該有這樣的選擇，恰恰是因為如果有這樣的選擇，太多的女性會做出這樣的選擇。這是強迫婦女朝某個方向前進的一種方式。」
大約在1976年，波娃和西爾維·勒邦（Sylvie Le Bon）前往美國紐約市，參觀凱特·米利特的農場
1981年，波娃撰寫了《對沙特的永別之歌》的書，以記錄跟沙特度過最後幾年時光的痛苦經歷。在書的序言中，波娃記下這是在出版之前沙特從未看過其僅有的主要作品。

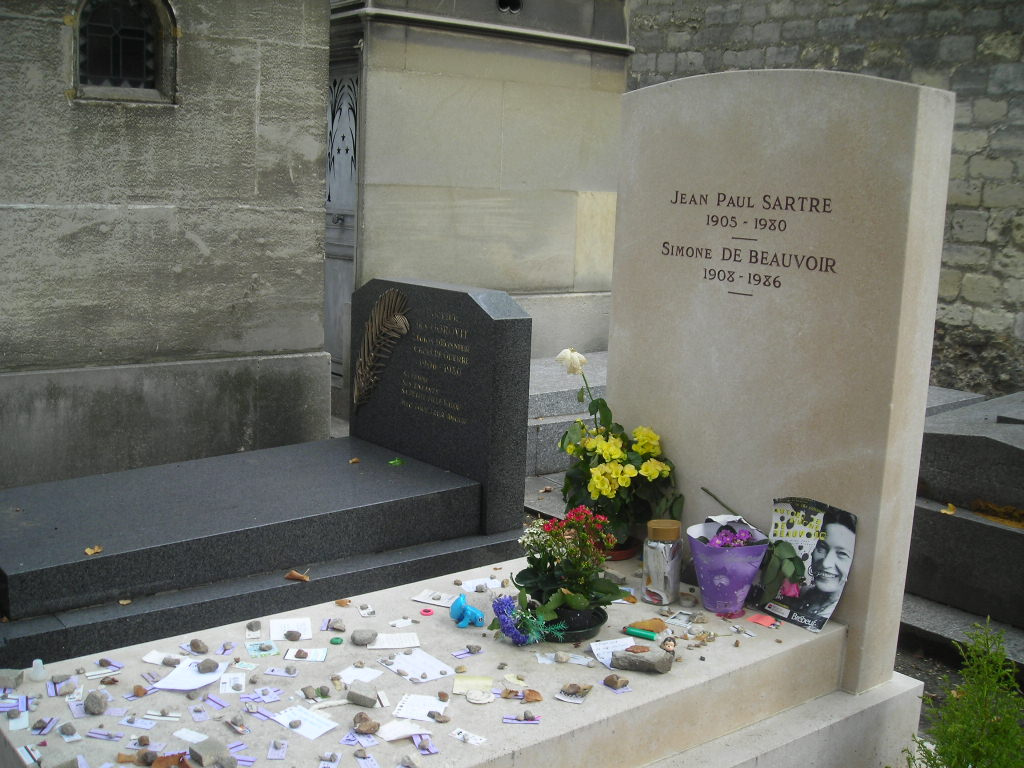
位於蒙帕納斯公墓的波娃與沙特的墳墓。

在沙特於1980年去世後，波娃把他給自己的來信進行了編輯並發表，以釋放在他們圈子裡還活著的人之感受。現在，沙特的大多數信件都包含波娃的修改，其中包括了一些遺漏，但大部分使用了化名。波娃的養女與其文學繼承人西爾維·勒邦發表了波娃給沙特和阿爾格倫的一些未經編輯的信。
波娃替1984年的選集《全球性的姐妹：國際婦女運動選集》貢獻了題為「女權主義-活潑，健康且持續處於危險之中（Feminism – alive, well, and in constant danger）」的文章，並由羅賓·摩根編輯。
波娃在1986年4月14日因肺炎於巴黎去世，享年78歲。她於死後葬在蒙帕納斯公墓的沙特旁邊。

## 性虐待争议
1993 年，法国作家比安卡·兰布兰在她的书《一个精神错乱的年轻女孩的回忆录》（Mémoires d'une jeune fille dérangée ，以《可耻的事件》为英文出版）中讲述了她曾被萨特和波娃性剥削的经历。兰布兰声称，在莫里哀中学读书时，她曾被老师波娃性剥削，一年后，波娃将她介绍给了萨特。比安卡写下 《回忆录》 是为了回应让-保罗·萨特于 1990 年出版的《给卡斯特和其他朋友的信》（ Lettres au Castor et à quelques autres: 1926–1963 ），她指出，她在该书中被称作路易丝·韦德里娜 (Louise Védrine)。 
据信，萨特和波娃经常采用这种模式，波娃会引诱女学生，然后把她们交给萨特。

## 個人生活
年轻时代，西蒙-波娃的暑假曾在圣伊巴尔度过，呆在梅西尼亚克（Meyrignac）公园，这个公园是她的祖父欧内斯特-贝特朗-德-波伏娃在约1880年建造。这片土地之前是被她的曾祖父纳尔西斯-贝特朗-德-波伏娃在十九世纪初的时候所购置。在波娃的《一个乖女孩的回忆录》中，她无限追忆了这段同她妹妹伊莲娜一同度过幸福时光：我对于乡村的爱拥有着神秘的色彩。当我踏上梅西尼亚克(Meyrignac)土地那一刻起，我的心墙不复存在，我的视野开阔膨胀。我跌入无限的世界之中，这个世界只有我自己。我感受着太阳温暖着我的眼，它的灿烂照亮一切，而此时此刻，只有我享受着它的轻抚。风绕着杨树盘旋：它从别处而来，搅乱这天地，于是我翩翩旋转，不停转，直到世界尽头。当月亮爬上天空，我便与远处的城邦、沙漠、海洋、村落相通，此刻我们一同沉浸在这月光中。我的知觉不再空空如也，我的眼神不再涣散停滞，我嗅到荞麦的强烈气味，石楠清幽的芬芳，正午时分的温热亦或是暮色悄至的微凉；我感受到生命的沉甸甸的重量，却同时蒸发散入天空，我不再受限于自己身体的局限”（摘自于波娃的《一个乖女孩的回忆录》）。正是在与自然的接触中，在乡间孤单的漫步中，跳脱平庸的渴望深深刻入波伏娃的精神世界中。

## 著名作品

### 女客
1943年，波娃出版其首個小說作品《女客》。據推測，這是受到她跟沙特與奥莉加·科扎克维奇和万达·科扎克维奇性關係的啟發。奥莉加是波娃於1930年代初在珍妮公立高中任教時的學生之一，她非常喜歡奥莉加。沙特試圖追求奥莉加但遭對方拒絕，因此他開始跟她的姐姐萬達建立關係。沙特去世後，仍在支持萬達。他多年來還支持著奥莉加，直至她遇到波娃的戀人—雅克-洛朗·博斯特。然而，這部小說的主旨是哲學性的，波娃在這個場景中始終秉承著哲學的先決條件 — 自我與他人之間的關係。在小說中的設定為第二次世界大戰爆發之前，波娃從奥莉加和萬達的複雜關係中創造出一個角色。在虛構的版本中，波娃與沙特和這名年輕女子一起建立一個三角家庭。小說還探討了波娃和沙特的複雜關係，以及它是如何受到該三角家庭的影響。《女客》有許多作品跟隨其後，包括《他人的血》，它探討了個人責任的性質，講述了參與第二次世界大戰法國抵抗運動的兩名法國年輕學生之間的愛情故事。

### 存在主義者的倫理

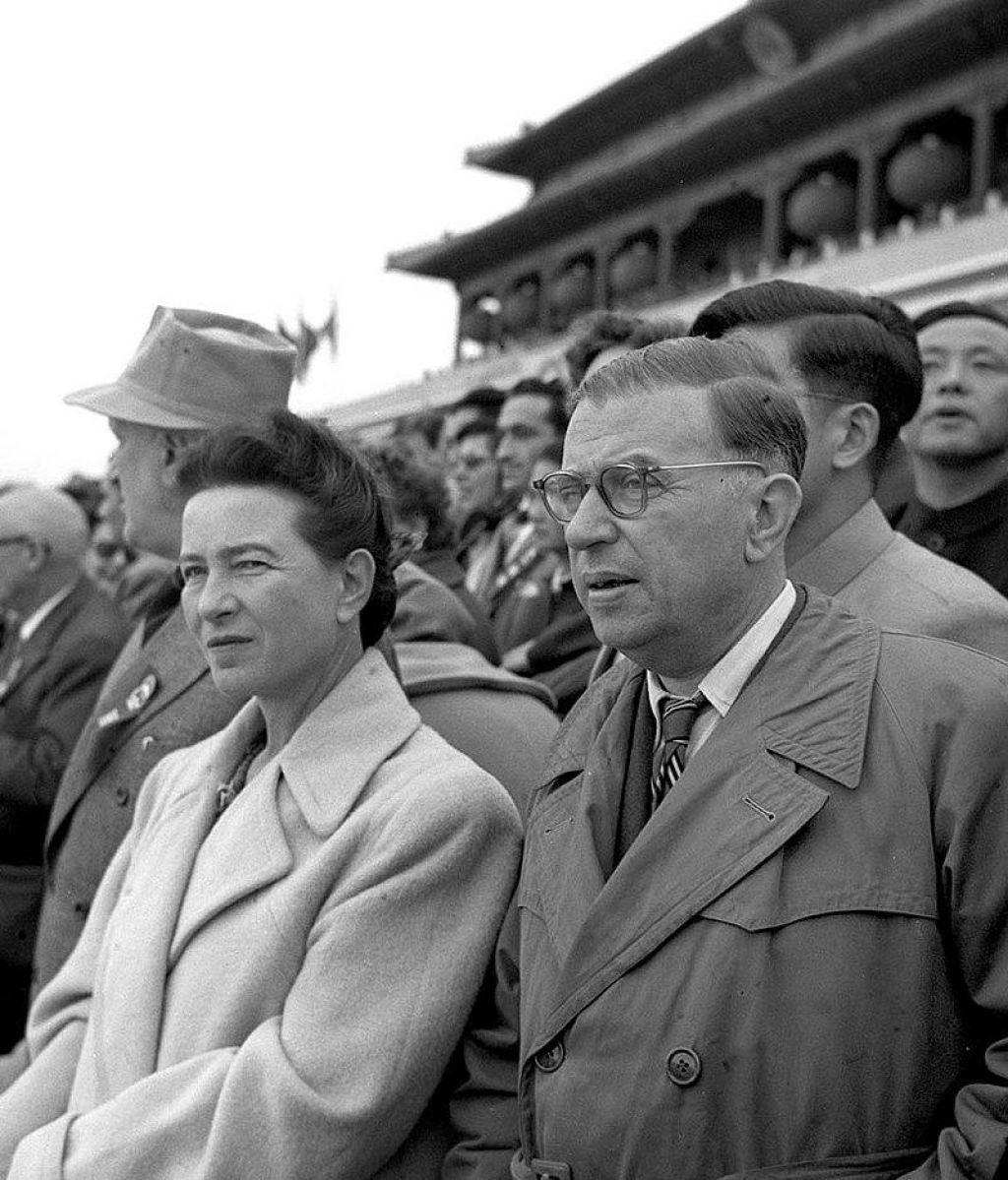
1955年，西蒙·波娃與讓·保羅·沙特於北京的照片。

1944年，波娃撰寫了她的第一篇哲學論文《皮瑞斯与辛尼阿斯》，那是存在主義倫理學的討論。1947年，她透過第二篇論文《歧義的存在主義》繼續探索存在主義；它可能是存在主義中最容易的入門。在這篇論文中，波娃消除了一些矛盾，包括沙特在內的許多矛盾都存在於其主要的存在主義作品中，包括了《存在與虛無（Being and Nothingness）》。在《歧義倫理學》中，波娃面臨著絕對自由與環境約束的存在主義困境中。

### 摩登時代
第二次世界大戰結束時，波娃和沙特編輯了《摩登時代》，那是沙特與莫里斯·梅洛-龐蒂跟雷蒙·阿隆、米歇爾·勒西斯、博里斯-维恩等左派文人共同創立的政治雜誌，旨在透過現代文學使人們認識存在主義。同時，波娃也在潛心於文學創作，她對共產主義、無神論主義和存在主義都有涉獵。她完成的一些作品使她獲得經濟上的獨立，這也使她能身心都投入了寫作。她遊歷各國（美國、中國、前蘇聯、古巴等），波娃於這期間認識了許多共產主義家，例如菲德爾·卡斯特羅、切·格瓦拉、毛澤東及理查德·賴特。在美國，波娃跟美國作家納爾遜·艾格林展開了一段如火的愛情，波伏娃寫給艾格林的信件更是超過300封。波娃在創作散文和書籍之前，利用《摩登時代》來推廣自己的作品並從小範圍地探索自己的想法。波娃一直擔任編輯直至她去世為止。

### 性傾向、女權主義的存在主義和《第二性》
波娃的《第二性》於1949年首先以法語出版並大獲成功，一周內銷量2萬2千多冊，它把存在先於存在主義本質的口頭禪轉向變成女權主義者的口頭禪：「一個人不是天生的而是成為一個女人（法語：On ne naît pas femme, on le devient）」。波娃以這個著名的短語首先闡明了被稱為生物性別區別，也就是說，生物性區別在於生物性別與性別的社會歷史建構及其隨之而來的刻板印象。波娃認為：「婦女被壓迫的根本原因是其（女性氣質）作為典型的歷史和社會建設」。
波娃把女性定義為「第二性」，因為女性是相對於男性來定義的。她指出亞里士多德辯稱女人是「由於一定缺乏素質而成為女性」，而湯瑪斯·阿奎那將女人稱為「不完美的男人」及「偶然的」存在。波娃斷言，女人和男人一樣有選擇的能力，因此可以選擇提升自己，超越他們先前已放棄的「內在」並達到超越一個人要對自己和世界負責的位置，一個人選擇其自由的地方。
《第二性》的章節最初於1949年在《摩登時代》中發表。第一版在法國發行後幾個月就出現了第二版。根據出版人老阿尔弗雷德·A·克诺夫的妻子布兰奇·克诺夫的提示，由於得到霍華德·帕什利的快速翻譯，使該著作很快在美國出版。由於帕什利對法語只有基本的了解，並且對哲學的認識很少（他曾是史密斯學院的生物學教授），波娃的著作大部分被誤譯或剪裁不當，扭曲了其原意的信息。多年來，儘管存在主義者的努力，克诺夫一直阻止對波娃的作品進行更準確的翻譯，並拒絕所有建議。僅在2009年，為了紀念原始發行出版物發行60周年，該作品才會有第二次翻譯。
在《第二性》的「女人：神話與現實」的一章裡，波娃認為，男性透過在他們周圍應用「神秘」的虛假光環，使女性成為社會上的「其他」。她認為，男性以此為藉口是不了解女人或她們的問題，也不幫助她們，而且這種定型觀念總是在社會中由上層社會中的較高階層以至下層社會中的較低階層來完成。她寫道，在其他身份類別中也發生了類似的等級制度壓迫，例如種族，階級和宗教，但是她聲稱，在性別方面，其中男性刻板地描繪了女性，並以此為藉口把社會組織成一個父權制度社會，沒有甚麼比這更真實的了。
此書的出版也掀起一場筆戰，梵蒂岡將其列為禁書。弗朗索瓦·莫里亞克於致《摩登時代》的信是這樣說的：「現在，你們女掌柜陰道的一切皆為我所知。」波娃在作品中描述了女性在當時社會中的惨淡地位。
儘管波娃對女權運動，特別是法國婦女解放運動作出了貢獻，秉承著對婦女經濟的獨立性和平等教育的信念，波伏娃起初不願自稱為女權主義者。然而，在觀察到在1960年代末和1970年代初的女權運動復興之後，波伏娃指自己不再相信社會主義革命足以帶來婦女解放。1972年，她在接受《新觀察家》的採訪時公開宣布自己是女權主義者。
《第二性》的手稿頁於2018年出版，當時她的養女——哲學教授茜尔维·勒邦-德·波伏娃，她描述了其母的寫作過程：波娃首先親手寫下她書中的每一頁，然後才僱用打字員。她於是成為了女權運動的領袖人物，她透過神話、文明進程、宗教、解剖學和傳統風俗，她分析了當時女性的現狀，這在社會上也引起了軒然大波，尤其是談到母系與墮胎的問題上，堕胎在當時社會被視為殺人的行為。對於婚姻，波娃也有不同的見解，認為它猶如中產階級學府，跟妓女一樣噁心，因為婚姻讓女人受其丈夫的制肘，無法逃脫。

### 《名士風流》

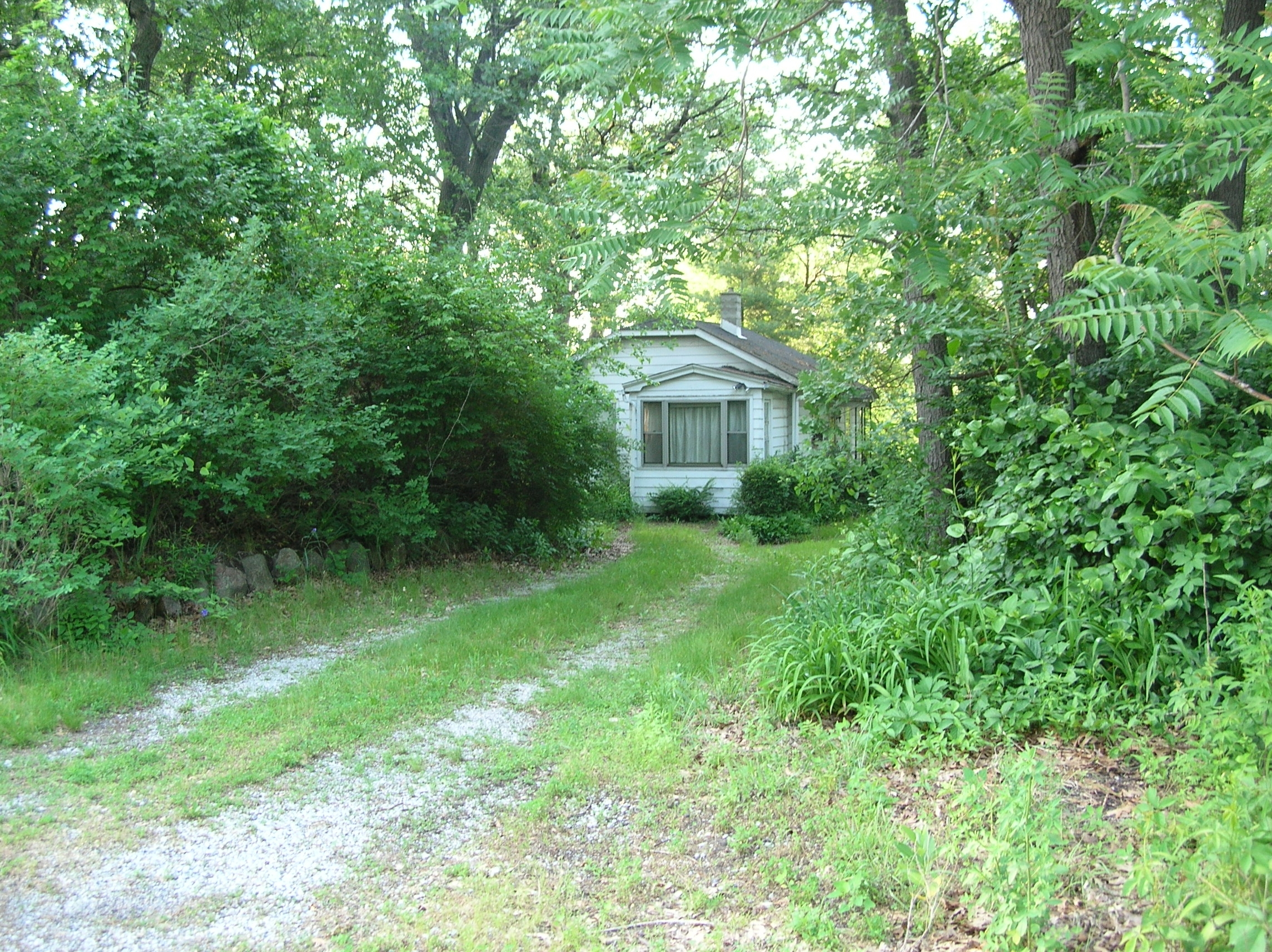
艾格林與波娃於夏日度假的沙丘小屋，位於印第安納的米勒海灘。

《名士風流》於1954年發表，波娃憑此獲得法國最高榮譽的文學獎—龔固爾文學獎。此小說的背景設定於第二次世界大戰結束後，詳述了戰後法國社會的面貌，並講述了波娃與沙特组成的哲學家親密圈子和朋友的個人生活，包括她與美國作家納爾遜·艾格林的關係，而這本書是獻給他的。波娃於《名士風流》及其自傳中以坦率的方式來把二人的關係曝光，以及描述他們的性經歷从而激怒了艾格林，他在審視波娃著作的美國譯本時憤怒不已。波娃於書中仍沿用其用的虛構人物的手法，然而艾格林無法忍受波娃與沙特糾纏不清的關係，終把這段感情劃下了休止符。在波娃的生平中，有關此事的內容有很多，包括她給艾格林的情書，這些於其去世後才進入公共領域。

### 其他作品
在1952年7月至1959年間，波娃與克勞德·朗玆曼生活在一起。
從1958年開始，波娃開始創作其自傳，她描述了自己所處的中產階級充斥着偏見、自覺受辱的傳統以及她儘管作為一個女人卻想盡辦法從中擺脫所作的努力。同時她也描述了自己跟沙特的關係，並認為那是全然的成功。儘管二人的關係總是一如既往的激情昂揚，但這對男女並不是傳統字面意義上的情人，而是波娃從很早之前就任由其讀者輕信輿論的流言蜚語並不作辯解。
《寧靜而死》於1964年出版，波娃在這部作品中描述了自己母親於生命中最後的一段日子。這是沙特眼中波娃最好的一部作品，字裡行間透出強烈情感，作品也提及了有關對於生命垂危病人的救治以及安樂死。在波娃承受着喪母之痛的時候，她結識了一位哲學系大學生西爾維亞-勒-龐，她是一直支持著波娃的年輕女子。她的有著十分微妙的關係：「母女」、「朋友」、「情人」…… 波娃於其自傳中的第四章《一切都說了，一切都做了（Tout compte fait）》中講述她跟西爾維亞的關係猶如十五年前跟其已故好友扎扎的關係。西爾維亞後來成為了波娃的養女並承繼了波娃的所有遺產和著作。 
在女權領域中，波娃與土耳其女權主義者吉賽勒·阿利米和伊莉莎白·巴丹戴爾有著巨大的影響，她們讓世人了解到在阿爾及利亞戰爭爆發之後以及法律允許墮胎以來，女性所遭受的折磨。隨後的「343蕩婦宣言」— 由343名婦女聯署要求獲得墮胎自由的請願也由此而生。波娃與吉賽勒·阿利米一同創建了非政府組織 Choisir （页面存档备份，存于），旨在推動自願墮胎的合法性。波娃一生都在探索自己所身處的這個世界，她參觀工廠和學校，拜訪的人物上至政界領袖，下至工廠女工。
1980年，沙特辭世，波娃出版其自傳作品《告別儀式》，當中敘述了她在沙特最後的十年中是如何陪伴著他，對於二人的親密生活以至沙特服的藥都描寫得很細緻，其露骨的描寫觸犯了不少哲學家。
1984年8—9月，《與讓·保羅·沙特對話》於羅馬註冊後出版，她在書中描寫沙特對於自己作品的某些觀點，仿佛他並未離世人遠去。同時在此書中，波伏娃想要讓世人知道薩特是如何被貝尼·勒維控制，指出他讓沙特承認在存在主義中有著某種宗教傾向，而這點又是無神論所不容的。在波娃眼中，沙特再也無法從他的才智中獲得快樂，亦再也無法在哲學上進行辯論。同樣地，她也含沙射影地承認自己對於沙特的養女阿莱特·埃尔凱姆-萨特的厭惡之情。她是這樣總結的：「沙特的死使我們分離；而我的死也無法使我們相聚。就是如此；他早已厭倦了我們這麼久的糾纏不清。」 
1986年，養女茜尔维·勒邦-德·波伏娃與克勞德·朗茲曼的陪伴下，波娃在巴黎與世長辭。其葬禮甚至比沙特的更為舉世矚目，來自世界各地的男女讀者們也追隨至此。波娃死後葬於巴黎的蒙帕納斯公墓，其墓就在讓·保羅·沙特的旁邊，其手上戴著艾格林送给她的戒指。
在2008年，為了紀念波娃而創立了國際人權獎項—西蒙·德·波伏娃獎。
據宣布，Vintage將於2021年出版一部波娃以前從未出版的小說，由勞倫·埃爾金（Lauren Elkin）翻譯。該小說於1954年所著，詳細描述了她年輕時與伊麗莎白·「扎扎」·拉科恩（Elisabeth“ Zaza” Lacoin）所擁有的「充滿激情和悲劇性」的現實友誼，並以安德烈（Andrée）和西爾維（Sylvie）兩個人物進行描繪。這部小說被認為「過於私密」，無法在波娃的一生中出版。

## 理论思想
波伏娃终其一生推广存在主义，她提出一系列的问题，探讨人类如何在无法选择出生的世界的荒谬中找到生命的意义。尽管有联系，但波伏娃的作品不同于萨特，她将人物描写得更为具体细致，偏好向自身的经历进行一种直接且连贯的思考。
波伏娃最重要的作品是她的《第二性》，这部作品被认为是女权运动的“圣经”。
在《第二性》中，波伏娃認为：“我们并非生来为女人，我们是成为了女人。……如果说在青春期以前，有时甚至从婴儿早期，在我们看来她的性征就已经决定，那不是因为有什么神秘的本能在直接注定她是被动的、爱撒娇的、富于母性的，而是因为他人对这个孩子的影响几乎从一开始就是一个要素。于是她从小就受到灌输，要完成女性的使命。男性亦然。”这是这本书的最重要的观点。（这一概念是从特土良的思想中提炼出来）：正是由于个体的组成不同使得我们承担着不同的角色，拥有不同的属性，也才会有两性。书中提出女人因为体力较差，当生活需要体力时，女人自觉是弱者，对自由感觉恐惧，男人用法律形式把女人的低等地位固定下来，而女人还是甘心服从。她不同意恩格斯所说的从母系氏族社会向父系氏族社会的过渡使男人重新获取权力，认为历史上女人从没有得到过权力，即使是在母系氏族社会。她认为妇女真正的解放必须获得自由选择生育的权力，并向中性化过渡。她这本书的英文译本在美国极度畅销，对20世纪60年代以来的女权运动起了很大的作用。
此书为波伏娃招致抗议甚至恶意诽谤。虽然波伏娃获得支持寥寥，但却打动了克洛德·列维-斯特劳斯，后者认为从人类学角度看，波伏娃的这部作品是完全可被接受的。一些同时期的大作家反对波伏娃所写的，并有众多诽谤者。

## 作品
- 1943年：《女客（法语：L'Invitée）》，小說
- 1944年：《皮瑞斯與辛尼阿斯（法语：Pyrrhus et Cinéas）》，非小說類
- 1945年：《他人的血（法语：Le Sang des autres (roman)）》，小說
- 1945年：《没用的傢伙（法语：Les_Bouches_inutiles）》，劇本
- 1946年：《人皆有一死（法语：Tous les hommes sont mortels）》，小說
- 1947年：《模棱兩可的道德（法语：Pour une morale de l'ambiguïté）》，非小說類
- 1948年：《美國日記（法语：L'Amérique au jour le jour）》，非小說類
- 1949年：《第二性（Le Deuxième Sexe）》，非小說類
- 1954年：《美國日記》（英語版本）
- 1954年：《名士風流（英语：The Mandarins）》，小說
- 1955年：《我們要燒萨德嗎？》
- 1955年：《特權（Privilèges）》，隨筆
- 1957年：《長征（La Longue Marche）》，非小說類
- 1958年：《一個乖女孩的回憶錄（Mémoires d'une jeune fille rangée）》
- 1960年：《歲月的力量（La Force de l'âge）》
- 1963年：《物質的力量（La Force des choses）》
- 1964年：《寧静而死（Une Mort très douce）》
- 1966年：《美麗的畫面（Les Belles Images）》，小說
- 1967年：《破碎的女人（The Woman Destroyed）》，小說
- 1970年：《衰老》，非小說類
- 1972年：《我們要燒萨德嗎？》，隨筆 — 《特權》的續本
- 1972年：《一切都说了，一切都做了》
- 1972年：《舊時代（Old Age）》，非小說類
- 1979年：《當東西的靈魂先來》，小說
- 1981年：《告别儀式：告別沙特》
- 1990年：《給沙特的信》
- 1990年：《戰爭日記：1939年9月-1941年1月》，（英語：戰時日記）
- 1998年：《跨大西洋戀愛：致納爾遜·艾格林的信》
- 2006年：《哲學學生的日記，1926–27年》
- 2008年：《青年筆記本，1926–1930年》

## 獎項
- 1954年：龔固爾文學獎
- 1975年：耶路撒冷獎
- 1978年：奧地利國家歐洲文學獎